# Celonites longipilis
Celonites longipilis är en stekelart som beskrevs av Gusenleitner 1973. Celonites longipilis ingår i släktet Celonites och familjen Masaridae. Inga underarter finns listade.